# Bataille d'Assunpink Creek
Guerre d'indépendance des États-Unis
Batailles
- Long Island
- Kips Bay
- Harlem Heights
- Pell's Point
- White Plains
- Fort Washington
- Embuscade de Geary (en)
- Iron Works Hill
- Traversée du Delaware par George Washington
- Trenton
- Assunpink Creek
- Princeton
- Guerre du fourrage (en)
- Millstone

La bataille d’Assunpink Creek aussi connue sous le nom de deuxième bataille de Trenton oppose les Américains aux Britanniques aux alentours de Trenton le 2 janvier 1777 lors de la guerre d’indépendance des États-Unis. La bataille est remportée par les Américains.
À la suite de leur victoire à Trenton le 26 décembre 1776, les Américains dirigés par George Washington s’attendent à une puissante contre-attaque britannique. Washington et son conseil décide de s’opposer aux Britanniques à Trenton et établissent leur position défensive au sud d’Assunpink Creek.
Le lieutenant-général Charles Cornwallis dirige les Britanniques vers le sud à la suite de la bataille de Trenton. Il laisse 1 400 hommes sous le commandement du lieutenant-colonel Charles Mawhood (en) à Princeton et il s’avance sur Trenton avec près de 5 000 hommes le 2 janvier. Sa progression est fortement ralentie par des escarmouches avec des fusiliers américains dirigés par Edward Hand et l’avant-garde britannique n’atteint Trenton qu’au crépuscule. Après avoir attaqué à trois reprises les positions américaines en étant à chaque fois repoussé, Cornwallis met fin à l’offensive et décide d’attendre le lendemain pour reprendre les opérations. Washington en profite pour positionner son armée autour du camp de Cornwallis dans la nuit et d’attaquer Mawhood et ses hommes à Princeton. La défaite britannique qui s’ensuit contraint Cornwallis à quitter la majeure partie du New Jersey pour l’hiver.

## Contexte
Le 25 décembre 1776, George Washington, le commandant en chef de l'Armée continentale traverse le Delaware avec son armée et attaque la garnison allemande à Trenton. Les Allemands sont encerclés et rapidement vaincus. Washington retraverse alors le fleuve et revient vers son camp en Pennsylvanie. Le 30 décembre, Washington déplace son armée vers Trenton et positionne ses hommes sur la rive sud de l'Assunpink Creek.

## Prélude

### Appel de Washington
À Trenton, Washington fait face à un dilemme. Tous les enrôlements de ses hommes sauf quelques uns expirent le 31 décembre, et il sait que l'armée s'effondrera à moins qu'il ne les convainque de rester. Ainsi, le 30 décembre, Washington appelle ses hommes à rester un mois de plus pour une prime de dix dollars. Il demande à tous les hommes qui veulent se porter volontaire de poise their firelocks⇔, mais aucun homme ne se présente. Washington fait ensuite tourner son cheval et chevauche devant ses troupes en disant : « Mes braves, vous avez fait tout ce que je vous ai demandé, et plus que ce que l'on pouvait raisonnablement attendre ; mais votre patrie est en jeu, vos femmes, vos maisons et tout ce qui vous est cher. Vous vous êtes épuisés de fatigues et de peines, mais nous ne savons comment vous épargner. Si vous consentez à ne rester qu'un seul mois de plus, vous rendrez ce service à la cause de la liberté et à votre patrie, ce que vous ne pourrez probablement jamais faire dans d'autres circonstances. » Au début personne ne s'avance, mais ensuite un soldat fait un pas en avant, et il est suivi par la plupart des autres, ne laissant que quelques uns dans la ligne initiale.

### Préparatifs
Le 1er janvier, l'argent envoyé par le Congrès continental parvient à Trenton et les hommes sont payés. Washington reçoit aussi une série de résolutions du Congrès dont celle donnant à Washington des pouvoirs similaires à ceux d'un dictateur militaire. Washington décide alors de tenir ses positions et de combattre à Trenton. Il ordonne au général John Cadwalader et à ses 1 800 hommes basés à Crosswicks de le rejoindre. Le 31 décembre, Washington apprend qu'une armée de 8 000 hommes dirigée par Charles Cornwallis est en mouvement vers Trenton pour le combattre.
Washington ordonne à ses hommes de mettre en place des levées de terre parallèlement à la rive sud de l'Assunpink Creek. Toutefois, l'un des conseillers de Washington, Joseph Reed, informe Washington qu'il existe des gués en amont que peuvent franchir les Britanniques. Dès lors, ceux-ci seraient en mesure de se positionner sur le flanc droit des Américains. Washington ne pourrait alors pas s'échapper par le fleuve Delaware car tous ses bateaux se situent à plusieurs kilomètres en amont. Cependant, Washington informe ses officiers qu'il planifie de déplacer son armée et que leurs positions actuelles ne sont que temporaires.

### Trajet des Britanniques
Cornwallis qui avait planifié de retourner en Angleterre, voit son départ annulé. Il se dirige à Princeton et rejoint le général James Grant qui vient d'arriver avec 1 000 hommes pour renforcer la défense de Princeton. À son arrivée, Cornwallis est convaincu par Grant et Carl von Donop d'attaquer Trenton avec l'ensemble de leurs forces.
Au 1er janvier 1777, Cornwallis et son armée atteignent Princeton. Le 2 janvier, Cornwallis laisse une partie de ses forces sous le commandement de Charles Mawhood et avec 5 500 hommes se met en route pour Trenton, situé à 18 kilomètres. L'armée de Cornwallis dispose de 28 canons et se déplace en trois colonnes. Lorsque Cornwallis atteint Maidenhead, il ordonne au colonel Alexander Leslie et 1 500 hommes de rester à Maidenhead jusqu'au matin suivant.

## Bataille

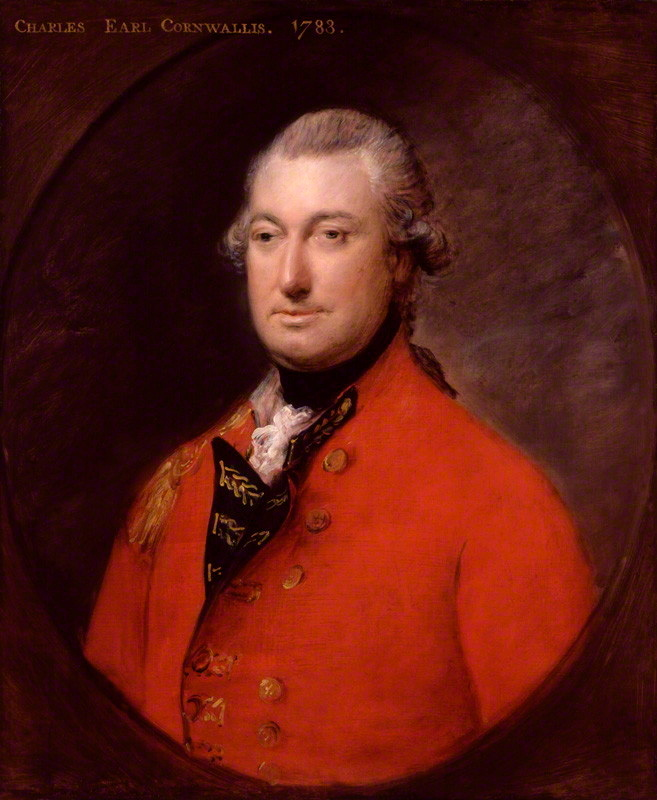
Charles Cornwallis.

### Actions retardatrices
Au-devant de son armée, Cornwallis place une ligne de chasseurs hessiens et d’infanterie légère britannique. Deux jours avant, Washington a positionné une troupe sous le commandement de Matthias Alexis Roche de Fermoy (en) sur une ligne défensive à mi-chemin entre Trenton et Princeton. Elle a pour mission de ralentir les Britanniques. Alors que ces derniers approchent, Fermoy part pour Trenton ivre. C’est le colonel Edward Hand qui le remplace.
Alors que les Britanniques arrivent à portée de tir, les Américains ouvrent le feu. Ils sont alors à couvert dans des arbres et des ravines ainsi que dans les courbes de la route. À chaque fois que les Britanniques tentent de se mettre en ligne, les fusiliers se mettent à couvert et reprennent leurs tirs. Après qu’il a été obligé d’abandonner sa position, Hand se replie vers une zone boisée sur la rive sud de la rivière Shabbakonk. De nouveau, il place ses hommes dans les arbres. Ils sont alors tellement bien abrités des yeux anglais que ceux-ci ne peuvent les voir alors qu’ils traversent le pont. Ils sont alors la cible de nouveaux tirs à bout portant. Ces derniers sont intenses et la confusion est telle que les Britanniques pensent un moment avoir affaire à l’ensemble de l’armée de Washington. Ils tentent alors de se mettre en ligne et d’amener leurs canons en position. Durant près d’une demi-heure, les Britanniques cherchent les Américains dans les bois mais Hand s’est déjà replié vers une nouvelle position.
Vers trois heures de l'après-midi, les Britanniques atteignent une ravine connue sous le nom de Stockton Hollow, située à 800 mètres de Trenton où les Américains ont formé une autre ligne de défense. Washington veut contenir les Britanniques jusqu'à la tombée de la nuit, quand l'obscurité empêchera les Britanniques d'attaquer les défenses américaines sur la rive sud d'Assunpink Creek. Une fois leur artillerie en position, les Britanniques attaquent les nouvelles positions d'Hand et ce dernier se replie lentement à Trenton. Au cours de leur retraite, les troupes de Hand font feu de derrière les maisons. Comme elles finissent par atteindre le ruisseau, les Hessians les chargent à la baïonnette, provoquant la confusion dans les rangs américains. Voyant ça, Washington se joint aux troupes franchissant le pont et fait signe à l'arrière garde d'Hand de se replier et de se regrouper sous la couverture des canons américains.

### Assauts britanniques
Alors que les Britanniques se préparent à attaquer les défenses américaines, des tirs de canons et de fusils sont échangés de part et d’autre. Les Britanniques traversent ensuite le pont et avancent en solides colonnes. Toutefois, le feu nourri des Américains les contraint à se replier provisoirement. Peu après, les Britanniques repartent à l’assaut du pont mais sont repoussés par des tirs de canons. Une troisième charge est tentée mais les Américains utilisent alors des obus à mitraille qui balayent les rangs britanniques.

## Repli américain

### Décision de Cornwallis
Lorsque Cornwallis arrive à Trenton avec l’armée principale, il convoque un conseil de guerre pour savoir si l’attaque doit être continuée ou non. William Erskine, le quartier-maître général de Cornwallis, lui recommande de réitérer l’assaut. Toutefois, James Grand n’est pas d’accord. Il indique que les Américains n’ont nulle part où se replier et que les troupes britanniques sont fatiguées. Par conséquent, il serait mieux pour elles d’attaquer dans la matinée après qu’elles aient pu se reposer. Cornwallis qui ne veut pas attendre jusqu’au matin décide néanmoins que cette solution est meilleure que celle d’envoyer ses hommes attaquer dans l’obscurité.

### Décision de Washington
Pendant la nuit, l'artillerie américaine, sous le commandement de Henry Knox, tire occasionnellement des obus sur Trenton pour tenir les Britanniques en haleine. Comme l'a fait Cornwallis, Washington convoque également un conseil de guerre. Il empruntera la route méconnue des Quakers menant à Princeton, et son conseil de guerre accepte d'y mener une attaque contre la garnison britannique à cet endroit. À 2 heures du matin le 3 janvier, l'armée est en marche pour Princeton. Washington laisse derrière lui 500 hommes et deux canons pour entretenir les feux et faire du bruit avec des pioches et des pelles pour faire croire aux Britanniques qu'ils creusent. Au matin, ces hommes sont aussi évacués, et lorsque les Britanniques attaquent, toutes les troupes américaines sont parties.

## Pertes
Howard Peckham divise les combats du 2 janvier en deux engagements distincts qu’il identifie à des escarmouches. Lors de ce premier engagement, à Five Mile Run, il indique que les Américains ne souffrent d’aucune perte. Lors du second affrontement à Stockton Hollow, les pertes américaines s’élèvent à six morts, 10 blessés et un déserteur. Selon William Stryker, les Américains ont un mort et six blessés lors de l’ensemble de la journée du 2 janvier. Enfin David Hackett Fisher donne le nombre de 100 tués et blessés.
En ce qui concerne les pertes britanniques, Howard Peckham les chiffre à un soldat allemand tué à Five Mile Run et au moins 10 tués, 20 blessés et 25 prisonniers à Stockton Hillow. Edward J. Lowell ne parle que des pertes allemandes et cite les chiffres de quatre tués et 11 blessés pour la journée du 2 janvier. Enfin, David Hackett Fisher estime les pertes britanniques de la journée à 365 tués, blessés et prisonniers.

## Conséquences
Au matin, Washington a atteint Princeton. Après une courte bataille, les Britanniques subissent une cuisante défaite et la plupart de la garnison commandée par Mawhood est capturée. C’est la troisième défaite anglaise en dix jours et le général William Howe, le supérieur de Cornwallis, ordonne à l’armée de se replier. Ce faisant, ils abandonnent leurs positions avancées de New Brunswick. Dans le même temps, Washington conduit son armée à Morristown pour leurs quartiers d’hiver.